# Tasman Highway
La Tasman Highway (Autovía de Tasmania)(ó A3) es una autovía en Tasmania, Australia. Igual que la Midland Highway, conecta las dos mayores ciudades en la isla Hobart y Launceston — sin embargo hace un recorrido diferente, por las costas del noreste y del este del estado. 
La autovía también desempeña el papel del mayor intercambiador de carreteras para los residentes de Hobart que viven en el lado oriental del Derwent River. 
La denominación de "Tasman Highway" se debe a su localización de cara al mar de Tasmania —, nombre dado al igual que al estado, en honor de Abel Tasman. Esta autovía es la más larga de Tasmania con 410 kilómetros, con un promedio de viaje de 4 1/2 horas.

## Salidas por la vertiente Este

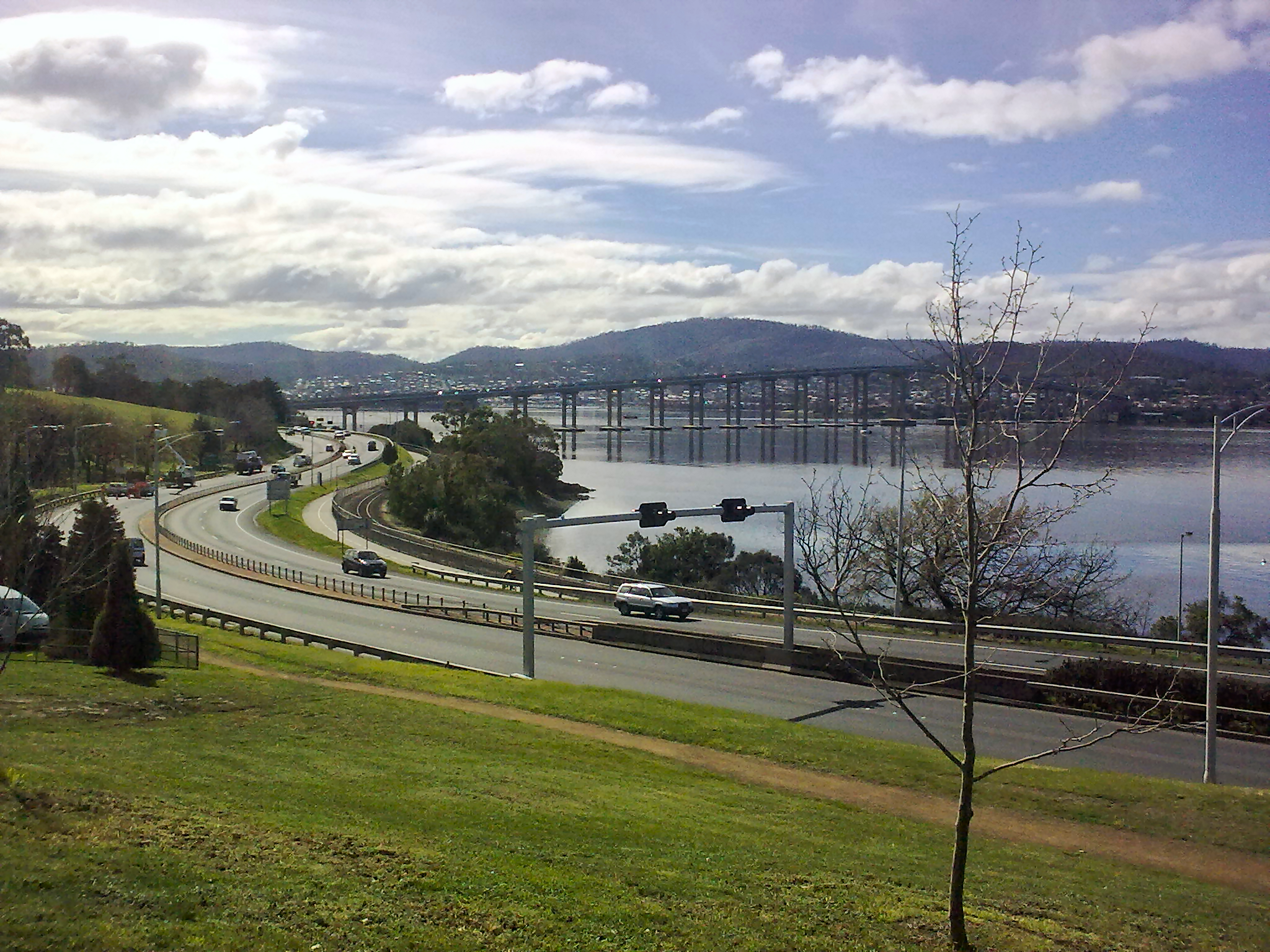
El Tasman Bridge forma parte de la autovía.

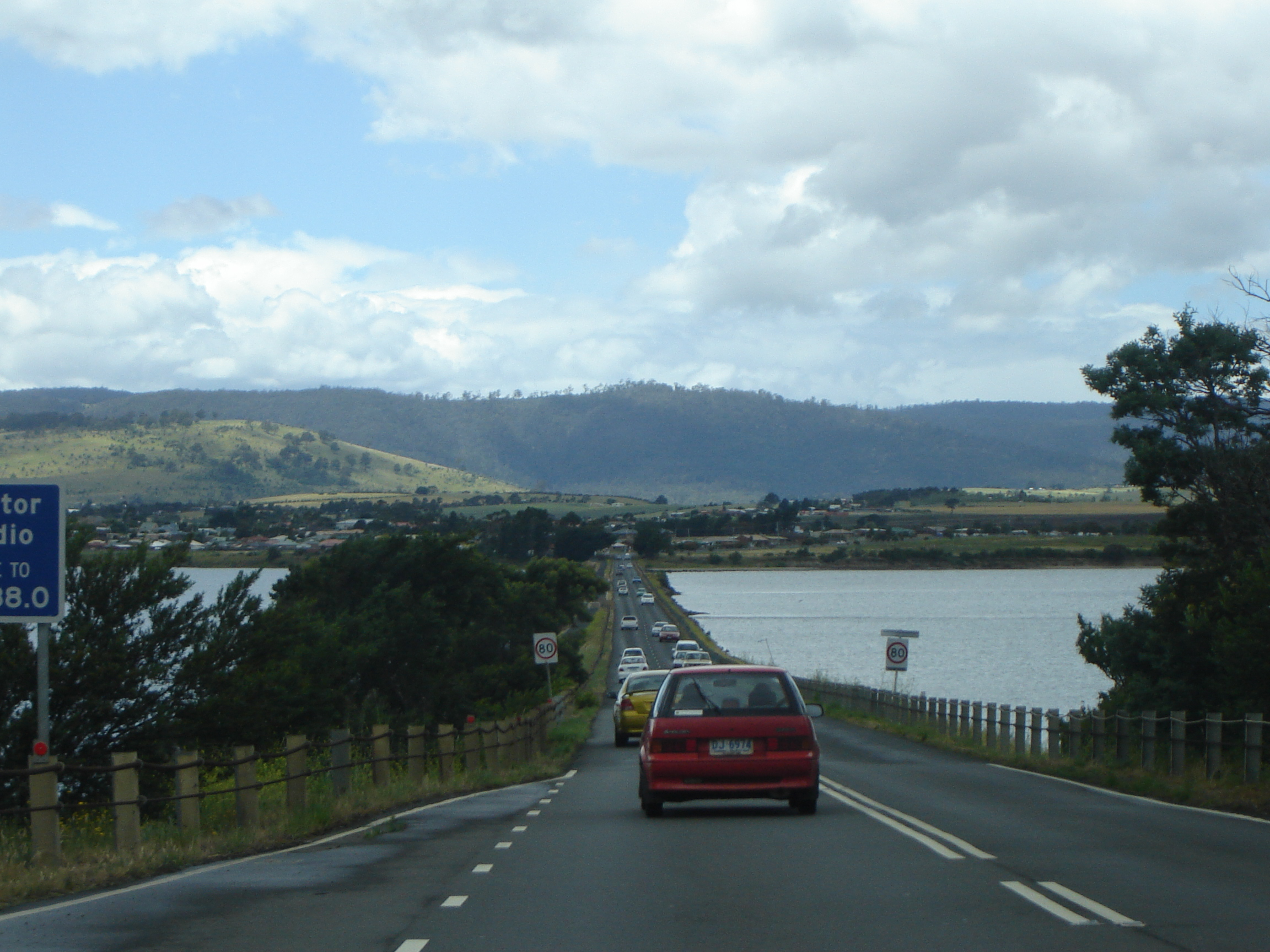
Tasman Highway en Midway Point

La "Tasman Highway" tiene su inicio en Hobart y también es conocida por algunos viajeros como la Eastern Outlet. La autovía tiene su inicio con una calzada de 4 carriles (con un carril especial en el Tasman Bridge durante las horas puntas de tráfico). Desde el puente a la Rotonda del Aeropuerto Internacional de Hobart, la autovía tiene 4 carriles de nivel separado de Vía expresa. Tanto la South Arm Highway como la East Derwent Highway conectan con la "Tasman Highway" en este tramo de la autovía.
Hasta la década de 1980 la única ruta al aeropuerto estaba por "Rosny Hill Road", "Cambridge Road" y "Kennedy Drive". Durante la década de 1990, la sección de la autovía entre el Tasman Bridge y el el aeropuerto era solamente de 2 carriles con una congestión de tráfico constante, por lo cual el Gobierno federal financió el proyecto de los 4 carriles vía expresa que existe hoy. Para los restantes 4 km desde el Aeropuerto la autovía es de 2 carriles, y circulan sobre el Mcgees Bridge y la Sorell Causeway en dirección a Sorell.

## De Sorell a St Helens
La carretera a Orford permanece en el estándar nacional como carretera de dos calles, no obstante con solamente algunos carriles a lo largo de su distancia. El resto del camino a St Helens es de dos calles. La porción del este, el recorrido costero de la carretera es espectacular, en algunos lugares con apenas unos metros del mar de Tasmania, que hace de este el camino más apropiado de llevar como nombre Tasmania.
La "Tasman Highway" está promocionada en los mercados turísticos como "East Coast Escape" entre St Helens y Orford, como esquema de promoción para introducir las rutas turísticas de Tasmania, una manera de simplificar el recorrido de las localizaciones turísticas dominantes en Tasmania
Antes de 1990, no había ruta costera entre Falmouth y Cadena de lagunas - uno tenía que viajar en y de St Marys, ambos caminos que son escarpados acantilados. El puente fue abierto oficialmente el 2 de diciembre de 1991, aunque los motoristas habían estado utilizando el camino parcialmente construido antes de su apertura. Se tuvo un gran cuidado durante la construcción para proteger los concheros aborígenes y el medioambiente en general.

## De St Helens a Launceston
Al final en Launceston, la autovía es una de las calles principales con semáforos. Saliendo de la ciudad, se vuelve una carretera ordinaria con 2 carriles que atraviesa las montañas. Pasando junto a cascadas y un territorio de bosques y selvas.
El tramo entre Launceston y Scottsdale pasa a través del Sideling Range. Allí hay un mirador desde el que se tienen unas vistas espectaculares de "Scottsdale" y sus alrededores. 
La autovía también pasa por varios antiguos poblados de mineros.

## Recorrido
La autovía pasa por las siguientes localidades:
- Hobart
- Suburbios de Hobart
  - Rose Bay
  - Rosny
  - Warrane
  - Mornington
  - Cambridge
  - Midway Point
- Sorell
- Orielton
- Runnymede
- Buckland
- Orford
- Swansea
- (Freycinet National Park)
- Bicheno
- (St Marys)
- Scamander
- St Helens
- Scottsdale
- St Leonards y otros suburbios de Launceston
- Launceston

## Salidas por el lado del Este
| Tasman Highway                                                      |                                      |                                     |                                             |
| Intercambios de Westbound                                           | Distancia desde Brooker Highway (km) | Distancia desde Holyman Avenue (km) | Intercambios de Eastbound                   |
| Final de Tasman Highway continua como Davey Street, Hobart a Hobart | 0                                    | 15.9                                | Start Tasman Highway from Macquarie Street  |
| Glenorchy Brooker Highway                                           | 0                                    | 15.9                                | Glenorchy Brooker Highway                   |
| Hobart Liverpool Street                                             | 0.2                                  | 15.7                                | Hobart Liverpool Street                     |
| Queens Domain, Cenotaph Davies Avenue                               | 0.4                                  | 15.5                                | Queens Domain, Cenotaph Davies Avenue       |
| Botanical Gardens Lower Domain Road                                 | 0.7                                  | 15.2                                | Botanical Gardens Lower Domain Road         |
| Glenorchy Domain Highway                                            | 1.5                                  | 14.4                                | Glenorchy Domain Highway                    |
| Derwent River - TASMAN BRIDGE                                       |                                      |                                     |                                             |
| Lindisfarne East Derwent Highway                                    | 3.2                                  | 12.7                                | Lindisfarne East Derwent Highway            |
| Bellerive Rosny Hill Road                                           | 3.9                                  | 12                                  | Bellerive Rosny Hill Road (Off ramp only)   |
| Lauderdale, Tranmere, Flagstaff Gully South Arm Highway             | 6.6                                  | 9.3                                 | Lauderdale, Tranmere South Arm Highway      |
| Lauderdale, Tranmere, Flagstaff Gully South Arm Highway             | 6.6                                  | 9.3                                 | Flagstaff Gully Flagstaff Gully Link        |
| Cambridge Cambridge Road (On ramp only)                             | 9.5                                  | 6.4                                 | Cambridge Cambridge Road (Off ramp only)    |
| Acton Park, Cambridge, Cambridge Park Acton Road                    | 12.8                                 | 3.1                                 | Cambridge Cambridge Road                    |
| Acton Park, Cambridge, Cambridge Park Acton Road                    | 12.8                                 | 3.1                                 | Cambridge Park Kennedy Drive                |
| Acton Park, Cambridge, Cambridge Park Acton Road                    | 12.8                                 | 3.1                                 | Acton Park Acton Road                       |
| No Access                                                           | 14                                   | 1.9                                 | Cambridge Park                              |
| Cambridge Park Kennedy Drive                                        | 15.9                                 | 0                                   | Cambridge Park Kennedy Drive                |
| Hobart International Airport Holyman Avenue                         | 15.9                                 | 0                                   | Hobart International Airport Holyman Avenue |
| Tasman Highway continues from Sorell                                | 15.9                                 | 0                                   | Tasman Highway continues to Sorell          |